# Зеленеє жито, зелене
Зеленеє жито, зелене —  українська народна пісня, яка також за жанровою класифікацією є обрядовою і застільною. Традиційно вважається що під цю пісню доречно зустрічати гостей. Один з перших відомих записів цієї пісні був зроблений одною із найвідоміших українських пісенних фольклористок Явдохою Зуїхою. 
Стала широко відомою у естрадному виконанні співачки Оксани Білозір / Ой зелене жито зелене — ВІА Ватра / Оксана Білозір • Ігор Білозір. На концерті 29 січня 2023 в Києві співачка розповіла, що вперше почула цю пісню в 1986 в Кабулі у виконанні одного з українських воїнів під гітару і відразу вирішила включити її до свого репертуару.
Також відомими виконавцями цієї пісні є: Національний заслужений академічний народний хор України імені Григорія Верьовки, Наталя Бучинська, Еріка, Хор Гомін. Ця пісня часто використовується в сценаріях "родинних свят" та "вечорниць".

## Текст пісні
Зеленеє жито, зелене, 
Хорошії гості у мене. 
Зеленеє жито женці жнуть, 
Хорошії гості в хату йдуть. 

Зеленеє жито, зелене, 
Хорошії гості у мене. 
Зеленеє жито за селом, 
Хорошії гості за столом. 

Зеленеє жито, зелене, 
Хорошії гості у мене. 
Зеленеє жито при межі – 
Хорошії гості до душі. 

Зеленеє жито, зелене, 
Хорошії гості у мене. 
Зеленеє жито ще й овес, – 
Тут зібрався рід наш увесь.